# Qutayla bint 'Abd al-'Uzza
Qutayla bint ‘Abd al-‘Uzza (in arabo قُتيلة بنت عبد العزى‎?; La Mecca, ... – La Mecca, ...; fl. VII secolo)  è stata la prima moglie del Califfo Abū Bakr.
Appartenente al clan coreiscita dei Banū ʿĀmir, Qutayla bint ʿAbd al-ʿUzza b. ʿAbd Asʿad b. Naṣr b. Mālik b. Ḥisl andò sposa ad Abū Bakr prima dell'Egira.

A lui generò tra gli altri figli ʿAbd Allāh e Asmāʾ.
Nonostante il marito sia annoverato come il primo uomo a convertirsi all'Islam, Qutayla rimase pagana e fu quindi ripudiata, ottenendo da Abū Bakr alcune misure di qaraẓ (burro chiarificato) e di zibibbo.
Restò fino alla morte nella natia Mecca.